# رائول والنبری
رائول گوستاو والنبری (به سوئدی: Raoul Gustaf Wallenberg) (زادهٔ ۴ اوت ۱۹۱۲، تاریخ مرگ مورد اختلاف است) که نام خانوادگی‌اش در برخی منابع فارسی به صورت «والنبرگ» ضبط شده‌است، یک معمار، تاجر و دیپلمات سوئدی و از اعضای یکی از پر نفوذترین خاندان‌های وقت سوئد به نام خانواده والنبری بود.
وی در خلال جنگ جهانی دوم جان نزدیک به ۱۰۰ هزار یهودی مجارستانی را از مرگ حتمی در اردوگاه‌های مرگ دسته‌جمعی آلمان نازی نجات داد.
در زمان آزادی بوداپست توسط نیروهای شوروی به گمان جاسوسی برای آلمانها، علی‌رغم داشتن مصونیت دیپلماتیک، دستگیر شد و در زندانهای اتحاد جماهیر شوروی جان سپرد.

## تولد و خانواده
رائول گوستاو والنبری در شهر ساحلی کاپستا در کشور سوئد در خانواده‌ای پرنفوذ و اشرافی متولد شد. پدرش از افسران نیروی دریایی سوئد بود. وی در حدود ۳ ماه قبل از تولد رائول به دلیل ابتلا به سرطان جان سپرد. چندی پس از مرگ پدر، مادرش ازدواج مجدد کرد و پدر بزرگ رائول که خود دیپلمات سوئدی بود مسئولیت بزرگ کردن رائول را به عهده گرفت. از ازدواج دوم مادرش رائول صاحب خواهر ناتنی ای با نام «نینا» شد که دخترش «نِین» همینک همسر کوفی عنان، دبیرکل سابق سازمان ملل متحد است.

## دوران کودکی و نوجوانی
به خاطر موقعیت پدربزرگش که دیپلماتی پرسابقه بود، وی اکثراً پدربزرگش را در سفرهای دیپلماتیک همراهی می‌کرد. اما همراهی و همسفری با پدربزرگ باعث وقفه در تحصیل وی نشد و نهایتاً رائول موفق به پایان تحصیلات ابتدایی و آماده رفتن به دانشگاهی معتبر شد.

## تحصیلات عالی و آغاز فعالیت شغلی
در سال ۱۹۳۱ و بلافاصله پس از اتمام تحصیلات ابتدایی پدربزرگش جهت ادامه تحصیلات وی را به دانشگاه میشیگان در ایالات متحده آمریکا فرستاد. نهایتاً در سال ۱۹۳۵ رائول موفق به دریافت درجه آرشیتکتی از دانشگاه میشیگان شد.
وی پس از دریافت لیسانس آرشیتکتی به سوئد بازگشت و پدربزرگش بلافاصله کاری را برایش در آفریقای جنوبی پیدا کرد. پس از عزیمت به شهر کیپ تاون در آفریقای جنوبی، وی در سفری به شهر حیفا با یک یهودی مجارستانی در شهر حیفا دوست شد. در سال ۱۹۳۶ به سوئد بازگشت و در «شرکت تجارتی اروپای مرکزی» کار گرفت. صاحب کمپانی که یک یهودی سوئدی‌تبار بود حق سفر به مناطقی که زیر سلطه نازیها بود را نداشت و از این روی رائول را به جای خود به آن مناطق اعزام می‌کرد. در این سفرهای تجاری بود که وی نوع رفتار و ارتباط برقرار کردن با نازیها را به خوبی یادگرفت.

## دستگیری و مرگ
در تاریخ ۶ فوریه ۱۹۵۷، دولت اتحاد جماهیر شوروی سندی را منتشر کرد که مورخ ۱۷ ژوئیه ۱۹۴۷ بوده و در آن نوشته شده بود:
«بدین وسیله گزارش می‌کنم که زندانی والنبری که شما او را می‌شناسید امشب به‌طور ناگهانی در سلولش درگذشت. علت مرگ او احتمالاً حمله قلبی یا نارسایی قلبی بوده باشد. پیرو دستورالعمل‌های داده شده از سوی شما مبنی بر اینکه من شخصاً والنبری را تحت مراقبت خود داشته باشم از شما تقاضا می‌کنم تأیید کنید که کالبدگشایی برای کشف علت مرگ او انجام شود… من شخصاً به وزیر اطلاع دادم و دستور داده شده‌است جسد بدون کالبدگشایی سوزانده شود.»

## افتخارات و یادبودها

تمبر پستی ایالات متحده آمریکا به افتخار رائول والنبری - سال ۱۹۹۷

- وی در سال ۱۹۸۱ به شهروند افتخاری ایالات متحده آمریکا درآمد.  عنوانی افتخاری که تاکنون تنها به ۵ نفر در تاریخ ایالات متحده آمریکا اعطاء شده‌است. [۱۱]
- خیابانهای بسیاری در شهرهای مختلف اسرائیل از جمله در شهرهای اورشلیم، تل آویو و حیفا به افتخار وی نامگذاری شده‌اند. [۱۲]
- در سال ۱۹۹۷ اداره پست ایالات متحده آمریکا تمبری را به افتخار وی برای تلاشش در نجات جان بیش از صد هزار انسان بیگناه را منتشر کرد.
- به غیر از شهروند افتخاری ایالات متحده آمریکا، کشورهای اسرائیل، کانادا و مجارستان، رائول والنبری را به عنوان شهروند افتخاری خود مورد ستایش قرار داده‌اند.